# مركز هيشت الثقافي
مركز هيشت الثقافي  مبنى يستخدم كمركز للثقافة والفن في جبل الكرمل في مدينة حيفا. سمي بهذا الاسم نسبةً إلى روبن هيشت. ويقع في شارع الرئيس 142. تم بناء المبنى على طراز تمبلر في عام 1893م من قِبل عائلة بروس من ألمانيا.